# Essai sur la critique
Essai sur la critique (An Essay on Criticism) est un poème didactique de l'auteur britannique Alexander Pope. Il a été publié pour la première fois de manière anonyme le 15 mai 1711. Pope a commencé à écrire le poème au début de sa carrière et a mis environ trois ans pour le terminer. Il a été traduit en français (et en vers) pour la première fois en 1717 par Robethon.
Il est rédigé en distiques dits héroïques (« heroic couplets » en anglais), c'est-à-dire qu'il est composé de pentamètres iambiques rimant deux à deux.
Le poème, d'inspiration horatienne, propose une réflexion sur l'état de la littérature et de la critique à l'époque de Pope, en même temps qu'il fournit des conseils pour apprécier une œuvre littéraire à sa juste valeur.
Il y cite notamment deux poètes britanniques qui l'ont inspiré : Wentworth Dillon et William Walsh.
À l'époque de la publication du poème, son style de couplet héroïque était une forme poétique assez nouvelle et l'œuvre de Pope une tentative ambitieuse d'identifier et d'affiner ses propres positions en tant que poète et critique. On a dit qu'il s'agissait d'une réponse à un débat en cours sur la question de savoir si la poésie devait être naturelle, ou écrite selon des règles artificielles prédéterminées héritées du passé classique
L'"essai" commence par une discussion sur les règles standard qui régissent la poésie, selon lesquelles un critique porte un jugement. Pope commente les auteurs classiques qui ont traité de ces normes et l'autorité qui, selon lui, devrait leur être attribuée. Il discute des lois auxquelles un critique doit adhérer lorsqu'il analyse la poésie, soulignant la fonction importante que les critiques remplissent en aidant les poètes dans leurs œuvres, plutôt que de simplement les attaquer. La dernière section du poème discute des qualités morales et des vertus inhérentes à un critique idéal, qui, selon Pope, est également l'homme idéal.